# Messor subgracilinodis
Messor subgracilinodis är en myrart som beskrevs av Arnol'di 1969. Messor subgracilinodis ingår i släktet Messor och familjen myror. Inga underarter finns listade i Catalogue of Life.